# Deopalpus ochricornis
Deopalpus ochricornis är en tvåvingeart som först beskrevs av Jacques-Marie-Frangile Bigot 1888.  Deopalpus ochricornis ingår i släktet Deopalpus och familjen parasitflugor. Inga underarter finns listade i Catalogue of Life.